# اندیس کرات
کرات یک اندیس غیرفلزی است که در حوالی شهر تایباد استان خراسان قرار دارد و مادهٔ معدنی موجود در آن، باریت است.  